# فيكتوريا تشيك
فيكتوريا تشيك (بالإنجليزية: Victoria Chick)‏ هي اقتصادية أمريكية، ولدت في 1936 في بيركيلي في الولايات المتحدة.